# Sevdaliza
Sevda Alizadeh (en persan : سِودا علیزاده), plus connue sous le nom de scène Sevdaliza, est une chanteuse, compositrice, productrice musicale, artiste visuelle et réalisatrice néerlando-iranienne.

## Jeunesse et éducation
Sevda Alizadeh naît le 1er septembre 1987 à Téhéran, en Iran, d'une famille d'origine azerbaïdjanaise, russe et perse,. Elle déménage à Rotterdam, aux Pays-Bas, à l'âge de cinq ans. À seize ans, elle obtient une bourse sportive et rejoint l'équipe junior des Pays-Bas féminine de basket-ball. Elle obtient également un master en communication. Elle parle couramment persan, néerlandais, anglais, français et portugais.

## Carrière

### The Suspended Kid,Children of SilketISON(2014-2018)

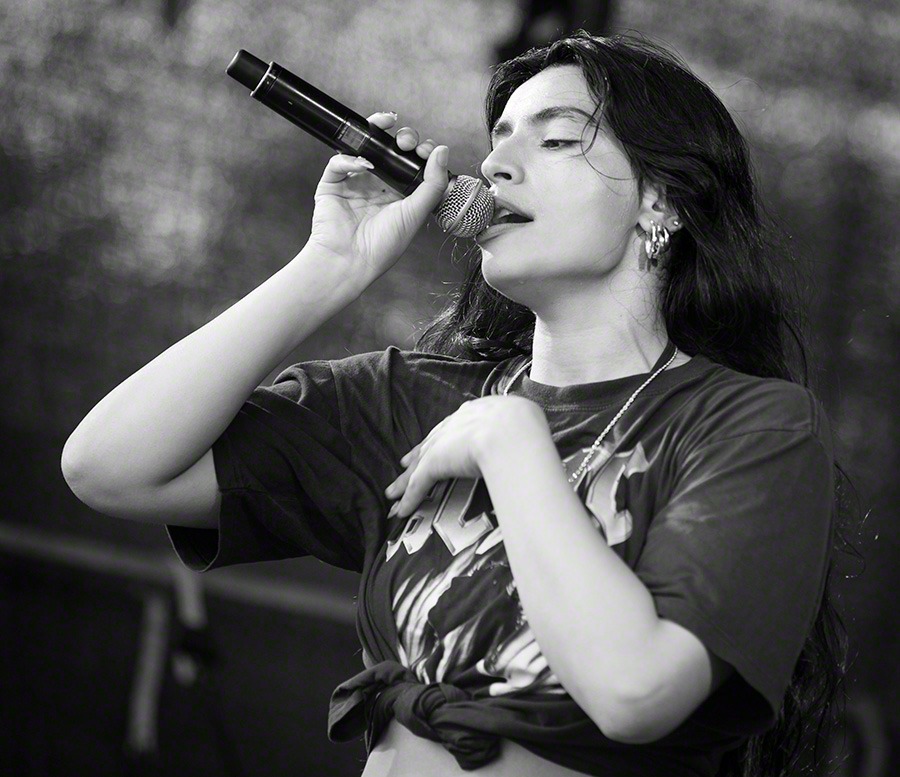
Sevdaliza à Oslo en 2016.

En mars 2014, Sevdaliza sort son premier single, Clear Air, avec un clip vidéo associé, suivi plus tard de Sirens of the Caspian et Backseat Love,,.

En janvier 2015 sort The Suspended Kid, son premier extended play, produit par elle-même et Mucky, un producteur et fréquent collaborateur rotterdamois, sur lequel elle travaille pendant un an et demi. Le titre de l'EP (traduisible par « La gosse renvoyée ») est une référence à la façon dont était traitée Sevdaliza pendant sa scolarité :
J'ai compris que les choses qui me détournaient des situations sociales, comme ne pas bien m'entendre avec mon coach ou mon patron, m'ont aidé à réaliser que je devais prendre un autre chemin.
En septembre de la même année, le clip vidéo de la dernière chanson de l'EP, That Other Girl, sort,.
En mars 2016 sort Marilyn Monroe, le single principal de son deuxième EP, intitulé Children of Silk, distribué en novembre et inspiré principalement de textures comme la peau, le verre ou la soie,,. En mai, Sevdaliza réalise un court-métrage intitulé The Formula, comprenant trois singles – The Formula, The Language of Limbo et Mad Woman,. Plus tard, la même année, sortent deux autres chansons, Time et Human.

En janvier 2017, Sevdaliza sort Bebin, sa première chanson en persan, en réponse au décret présidentiel 13769 :

Dans ce climat politique inhumain, je ne pouvais pas me reposer sur mes privilèges. J'ai choisi d'éviter les médias mainstream, car je n'ai pas d'intérêt à me reposer sur un concept de victimisation. Je ne suis qu'une messagère. En amour, il n'y a pas de place pour le racisme et la bigoterie.
En février de la même année, Sevdaliza sort le clip vidéo de la chanson Amandine Insensible, qui démontre les rôles limités de la femme dans la culture moderne :
L'histoire d'Amandine explore le concept d'identité dans un monde contemporain qui change rapidement avec la disparition des frontières. Amandine est tout ce qu'on veut qu'elle soit. C'est une extraction extrême de la vie de tous les jours, qui représente un monde devenu si universel que tous les sentiments ont disparu. Paradoxalement, cela vous met mal à l'aise. Sa vie prend place dans un espace blanc infini, composé d'objets minimalistes qui représentent les différentes facettes de la vie quotidienne.
En avril 2017 sort le premier album studio de Sevdaliza, ISON, qui tient son nom de la comète éponyme.
En 2018, Sevdaliza sort les chansons Soul Syncable et Human Nature, faisant partir de son EP The Calling, sorti en mars, puis la version portugaise de sa chanson Human pour célébrer les 10 millions de vues de la vidéo.

### Depuis 2019
Sevdaliza sort deux singles en 2019 – Darkest Hour et Martyr – et trois singles en 2020 – Oh My God, Lamp Lady et Joanna – avant d'annoncer la sortie de son deuxième album studio, Shabrang, le 28 août 2020,,.
En 2021, Sevdaliza sort plusieurs singles, dont The Great Hope Design, qui présente un androïde créé par la chanteuse pendant deux ans et qui annonce Raving Dahlia, son quatrième EP, qui sort en février 2022,. En octobre de la même année, elle sort Woman Life Freedom en réponse aux manifestations consécutives à la mort de Mahsa Amini en Iran, son pays d'origine.
En 2023 et 2024, Sevdaliza sort plusieurs titres qui deviennent viraux sur les réseaux sociaux, notamment TikTok, comme Ride Or Die avec Villano Antillano, et sa deuxième partie avec Tokischa, ainsi que Alibi en collaboration avec Pabllo Vittar et Yseult, mais également un featuring avec Grimes, Nothing Lasts Forever, et I Don't Know Where to Start, un court-métrage co-réalisé avec Josef Altin, duquel elle crée la bande originale,,,,.

## Esthétique

### Style et influences
Je pense qu'on peut décrire ma musique comme pure et crue. Je ne suis pas nécessairement attirée par un genre musical, mais plutôt par un processus ou une ambiance, comme la mélancolie. Je trouve ça intéressant qu'on compare ma musique à des artistes que je n'écoute pas forcément. Un jour, après une performance, un professeur au conservatoire est venu me voir pour me dire qu'il entendait vraiment une influence des vieux chanteurs perses dans mes chansons. Je lui ai demandé : « C'est très intéressant, qu'est-ce qui vous fait dire ça ? » Il m'a répondu que c'était à cause des demi-tons et des micro-intervalles que j'utilise quand je chante, mais je n'ai jamais pris de cours de chant, ni écouté de musique perse de ma vie ! C'est très intéressant pour moi que des choses vous viennent inconsciemment comme ça. C'est comme si votre cerveau enregistrait tout, consciemment et inconsciemment, et qu'en le combinant avec votre ADN, il en faisait... quelque chose.
Les productions de Sevdaliza incluent la musique électronique, le RnB alternatif, la trip hop, la pop expérimentale et l'avant-pop,,,. Les critiques ont comparé sa musique à Portishead, Siouxsie and the Banshees et Björk. Elle s'inspire principalement de l'expérience de la féminité et de la maternité et des questions d'identité.

## Discographie

### Albums studio
- 2017 : ISON
- 2020 : Shabrang

### EP
- 2015 :
  - The Suspended Kid
  - Children of Silk
- 2018 : The Calling
- 2022 : Raving Dahlia

### Singles
- 2013 :
  - Colorblind
  - Rage Against the Machine
  - Lions
- 2014 :
  - Clear Air
  - Sirens of the Caspian
  - Backseat Love
  - Haunted ft. Stwo
- 2015 :
  - The Valley
  - One Armed Lullaby
- 2016 :
  - Time
  - Human
- 2017 :
  - Bebin
  - Hero
  - Hubris
  - Marilyn Monroe
  - Mad Woman
- 2018 :
  - Soul Syncable
  - Human Nature
- 2019 :
  - Darkest Hour
  - Martyr
  - Sev ft. SebastiAn
- 2020 :
  - Oh My God
  - Lamp Lady
  - Joanna
  - Habibi
  - Rhode
- 2021 :
  - Oh My God (Sleepnet x Sevdaliza Remix)
  - The Great Hope Design
- 2022 :
  - High Alone
  - Everything Is Everything
  - Woman Life Freedom
- 2023 :
  - Ride or Die ft. Villano Antillano & Tokischa
  - Nothing Lasts Forever ft. Grimes
  - Who Are You Running From
  - Shlut ft. Shygirl
  - Samsara ft. Anyma
- 2024 :
  - Good Torture ft. Elyanna
  - Alibi ft. Pabllo Vittar & Yseult
  - No Me Cansare ft. Karol G

## Filmographie
- 2016 : The Formula d'Emmanuel Adjei : Zillah
- 2023 : I Don't Know Where to Start de Josef Altin : elle-même

## Distinctions

### Récompenses
- 2018 :
  - Shark Music Video Award de la meilleure cinématographie pour Shahmaran
  - Shark Music Video Award de la meilleure écriture pour Shahmaran
- 2022 : Berlin Music Video Award des meilleurs effets visuels pour Everything Is Everything

### Nominations
- 2018 :
  - Camerimage du meilleur clip vidéo pour Shahmaran
  - Shark Music Video Award du meilleur clip vidéo pour Shahmaran
  - Shark Music Video Award du meilleur étalonnage pour Hear My Pain Heal
- 2019 : D&AD Award des meilleurs effets visuels pour Shahmaran
- 2020 : Berlin Music Video Award de la meilleure chanson pour Habibi
- 2022 : Berlin Music Video Award de la meilleure réalisation pour Homunculus (Oh My God)
- 2024 : Berlin Music Video Award de la production la plus étrange pour Nothing Lasts Forever (avec Grimes)